# Orós Bajo
Orós Bajo ist ein spanischer Ort in der Provinz Huesca der Autonomen Gemeinschaft Aragonien. Orós Bajo gehört zur Gemeinde Biescas. Das Dorf in den Pyrenäen liegt auf 856 Meter Höhe und hatte 23 Einwohner im Jahr 2015.

## Sehenswürdigkeiten
- Pfarrkirche Santa Eulalia aus dem 11. Jahrhundert (Bien de Interés Cultural).[1][2]